# Reaktywne zaburzenia przywiązania w dzieciństwie
Reaktywne zaburzenia przywiązania w dzieciństwie, reaktywne utrudnienie nawiązywania relacji społecznych w dzieciństwie – zaburzenie z grupy zaburzeń przywiązania w dzieciństwie, obok zaburzenia selektywności przywiązania.

## Etiologia
Zaburzenia przywiązania biorą się z zaburzeń rozwoju emocjonalnego, które z kolei powoduje niewłaściwe kształtowanie się więzi pomiędzy dzieckiem a opiekunem we wczesnym dzieciństwie. Wszystko zaczyna się więc od niewłaściwej opieki sprawowanej przez tego opiekuna, na przykład zaniedbywania psychicznych bądź fizycznych potrzeb dziecka, a nawet jego maltretowania, ale może też chodzić o nieumiejętne wychowywanie, gdy rodzic pozostaje dla dziecka niedostępny czy też stosuje zbyt surowe kary.

## Objawy
Zaburzenie to objawia się nieprawidłowymi interakcjami społecznymi.
Widać to zwłaszcza podczas rozstań lub powitań dziecka z opiekunem. Dziecko prezentuje wówczas zachowania ambiwalentne, sprzeczne. Zbliżając się do swego opiekuna, nie patrzy na niego, lecz odwraca swój wzrok; pocieszane zbliża się, ale też unika spotkania, prezentuje upór. Ma również poczucie nieszczęścia, jest wycofane, na przykład zwija się w kłębek na podłożu, jest lękliwe, nadmiernie czujne, nie stroni od agresji, zarówno autoagresji, jak i agresji skierowanej przeciwko innym osobom. Pocieszanie dziecka nie zmienia tych stanów.
Od zaburzeń całościowych zaburzenie reaktywne odróżnia się prawidłowymi reakcjami na bodźce ze środowiska. Również zainteresowanie innymi dziećmi wydaje się prawidłowe. Jednak pojawiające się podczas zabawy negatywne emocje ją uniemożliwiają. W związku z tym relacje z rówieśnikami pozostają ubogie.
Oprócz objawów psychicznych występują: zahamowanie wzrostu i zaburzenia rozwoju fizycznego.

## Przebieg
Problem rozpoczyna się w pierwszych pięciu latach życia dziecka.
Zaburzenia przywiązania nie kończą się z przeminięciem dzieciństwa, ale trwają także po wkroczeniu pacjenta w wiek dorosły. W dalszym ciągu wpływają na zawiązywanie relacji, niekiedy je uniemożliwiając. Mogą też zepsuć relacje pacjenta z własnymi dziećmi.